# وینس یانگ
وینسنت پال یانگ جونیور (متولد ۱۸ مه ۱۹۸۳) بازیکن فوتبال آمریکایی در پست کوارتربک است. او هم‌اکنون یک بازیکن آزاد هست. یانگ در لیگ ملی فوتبال (NFL) به مدت شش فصل بازی کرده‌است. یانگ سومین انتخاب تیم تنسی تایتانز در سال ۲۰۰۶ NFL Draft بود. او پنج فصل اول خود را برای تایتانز بازی کرد. در فصل اول خود، یانگ به عنوان مهاجم پدیده سال شناخته شد و Pro Bowl را بدست آورد. در سال ۲۰۰۹ یانگ دومین پرو بول و همچنین عنوان Comeback Player of the Year را نیز بدست.
یانگ فوتبال آمریکایی را برای دانشگاه تگزاس بازی می‌کرد. به عنوان یک تازه‌وارد او برنده جایزه دیوی اوبراین جایزه که سالانه به بهترین کوارتربک کشور اهدا می‌شود شد. او بعد از Reggie Bush در رای‌گیری هایسمن تروفی دوم شد. پس از رای‌گیری هایسمن، یانگ تیم خود را به BCS قهرمانی ملی راه داد تا در برابر قهرمان سال گذشته، تیم USC Trojans در رز بول ۲۰۰۶ مسابقه دهند. این بازی یکی از پر پیشبینی کننده‌ترین بازی فوتبال آمریکایی دانشگاه است. دانشگاه تگزاس پیراهن یانگ را در اوت ۳۰، ۲۰۰۸ به عنوان یادبود در کلکسیون خود قرار داد.